# Región de Demerara-Mahaica
Demerara-Mahaica (región 4) es una región de Guyana de 2.232 km², que limita con el océano Atlántico al norte, con la región de Mahaica-Berbice al este, con la región de Alto Demerara-Berbice al sur y con la región de Islas Esequibo-Demerara Occidental al oeste. En ella se encuentra Georgetown, la capital y ciudad más importante del país. Otras ciudades en la región incluyen Buxton, Enmore, Victoria y Paradise.
Constituye la región más poblada y -al mismo tiempo- de menor superficie del país.

## Población
Según censo 2002 tenía una población de 310.320 habitantes estimándose al año 2010 una población de 326.029 habitantes.
- 1991: 296.924
- 1980: 317.475
- 2002: 410.320
- 2012: 313.429[3]

## Subdivisión territorial
Comprende quince consejos vecinales democráticos (en inglés: Neighbourhood Democratic Councils - NDC), un municipio, una conservación y dos áreas no clasificadas.
| Tipo de subdivisión         | Nombre                                         | Código estadístico | Localidad sede       |
| --------------------------- | ---------------------------------------------- | ------------------ | -------------------- |
| Consejo vecinal democrático | Cane Grove Land Development Scheme             | 401                | Cane Grove           |
| Consejo vecinal democrático | Vereeniging/Unity                              | 402                | Belmonte             |
| Consejo vecinal democrático | Grove/Haslington                               | 403                | Nabaclis             |
| Consejo vecinal democrático | Enmore/Hope                                    | 404                | Enmore               |
| Consejo vecinal democrático | Foulis/Buxton                                  | 405                | Buxton               |
| Consejo vecinal democrático | La Reconnaissance/Mon Repos                    | 406                | Lusignan             |
| Consejo vecinal democrático | Triumph/Beterverwagting                        | 407                | Triumph              |
| Consejo vecinal democrático | La Bonne Intention/Better Hope                 | 408                | Better Hope          |
| Consejo vecinal democrático | Plaisance/Industry                             | 409                | Plaisance            |
| Consejo vecinal democrático | Eccles/Ramsburg                                | 410                | Peter’s Hall         |
| Consejo vecinal democrático | Mocha/Arcadia                                  | 411                | Mocha village        |
| Consejo vecinal democrático | Herstelling/Little Diamond                     | 412                | Little Diamond       |
| Consejo vecinal democrático | Diamond/Golden Grove                           | 413                | Grove Housing Scheme |
| Consejo vecinal democrático | Good Success/Caledonia                         | 414                | Craig                |
| Consejo vecinal democrático | Te Huist Coverden/Soesdyke                     | 415                | Soesdyke             |
| Municipio                   | Georgetown                                     | 416                | Georgetown           |
| Área no clasificada         | Soesdyke-Autopista Linden (incluyendo Timehri) | 418                | -                    |
| Área no clasificada         | St. Cuthberts-Orange Nassau (Río Mahaica)      | 419                | -                    |
| Conservación                | Conservación Demerara                          |                    | -                    |

#### Otras localidades
- Airy Hall